# Johann Christoph Glaubitz

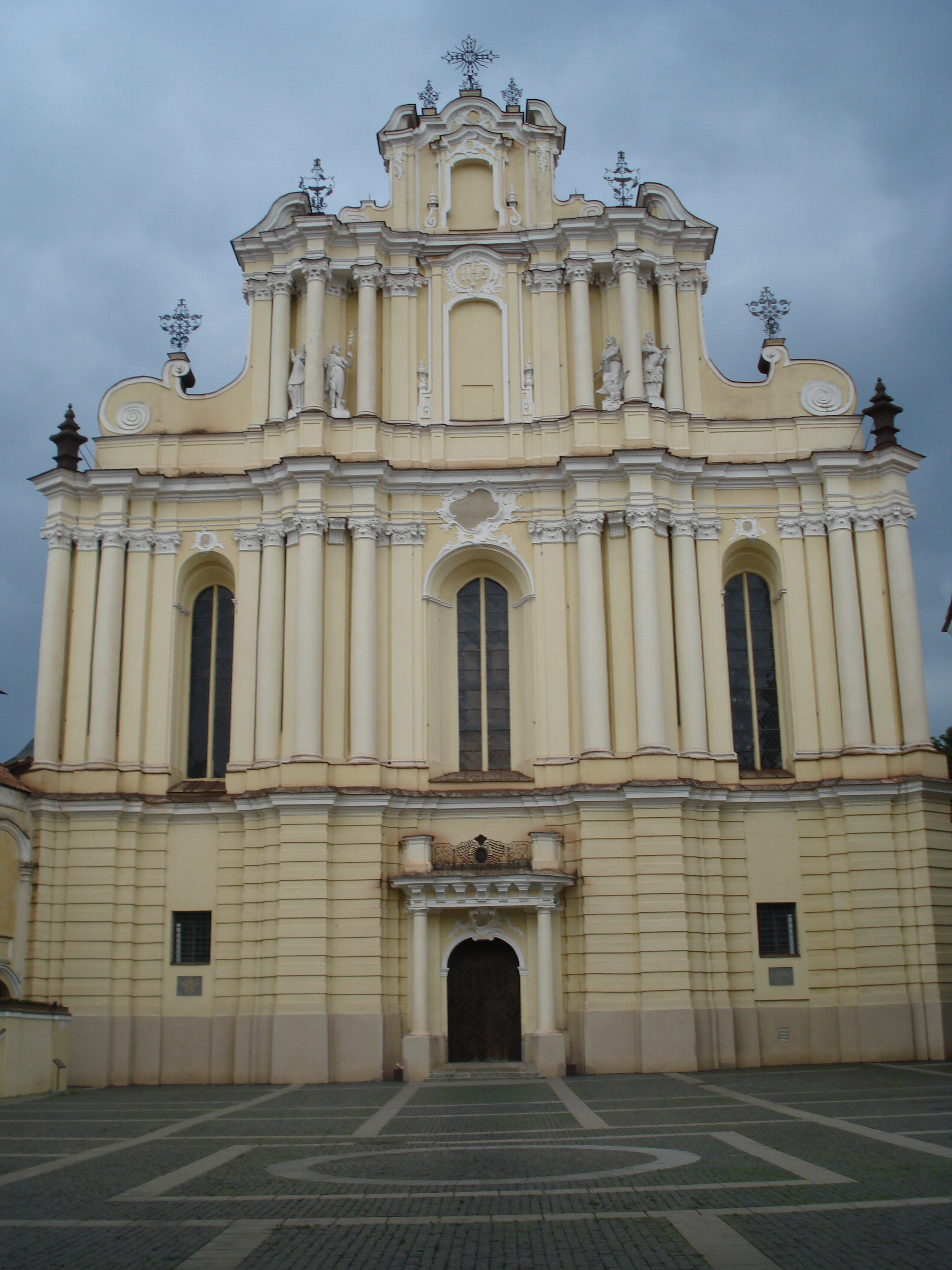
Mặt tiền của Nhà thờ Thánh Gioan ở Vilnius, công trình đẹp nhất của Glaubitz

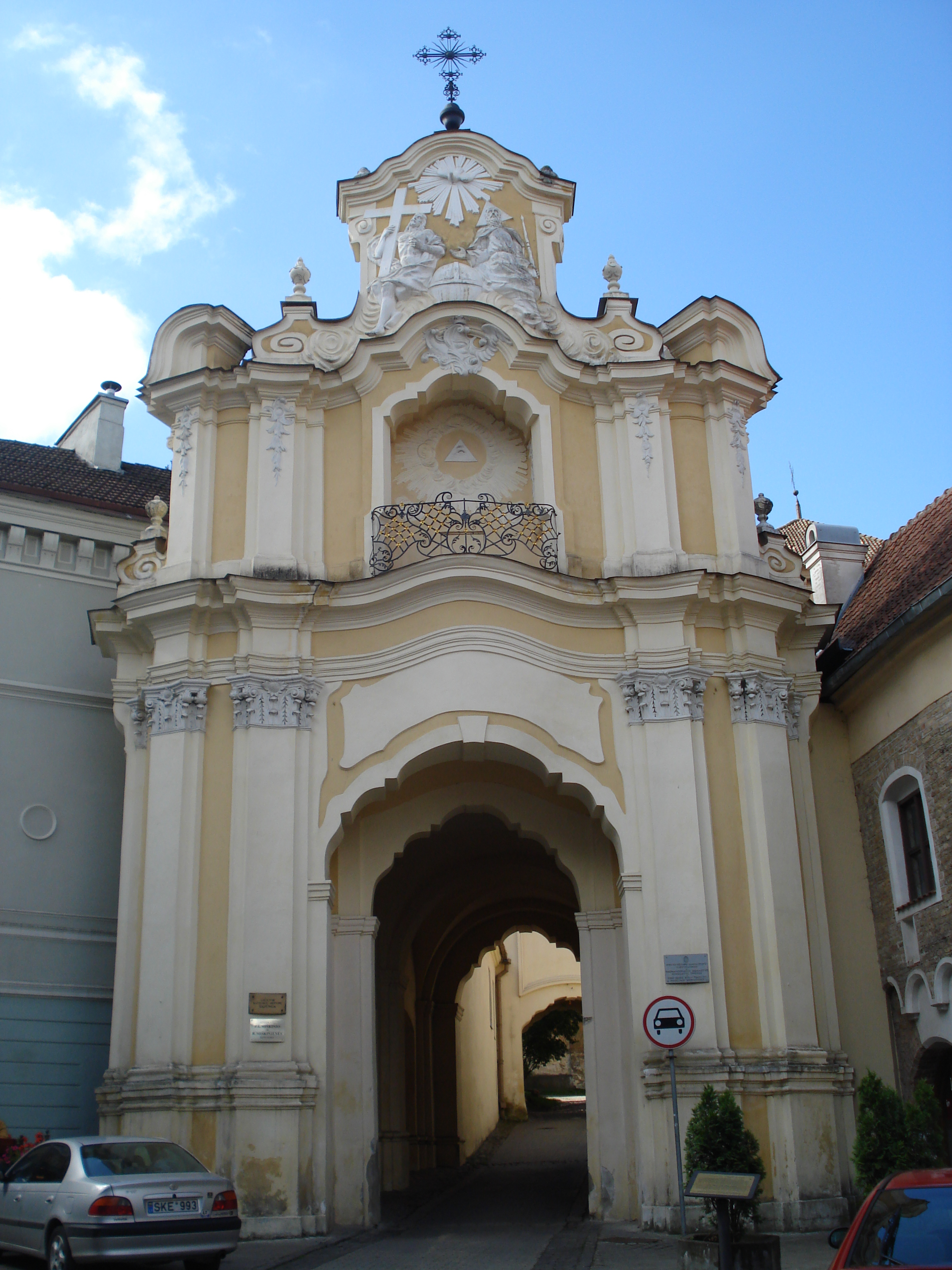
Cổng Thánh Basil của tu viện Chúa Ba Ngôi ở Vilnius

Johann Christoph Glaubitz (sinh khoảng năm 1700 – mất ngày 30 tháng 3 năm 1767) là một kiến trúc sư người Ba Lan gốc Đức. Ông thường được xem là kiến trúc sư theo trường phái kiến trúc Baroque nổi bật nhất ở các vùng thuộc Đại công quốc Lietuva trước đây.
Glaubitz sinh tại Schweidnitz (Świdnica), Công quốc Silesia. Ông đã ở nơi này trong 37 năm đầu đời. Sau một trận hỏa hoạn lớn xảy ra ở Vilnius vào năm 1737, ông được triệu gọi tham gia xây dựng lại một nhà thờ của giáo hội Luther - Nhà thờ Thánh Gioan. Nhà thờ này đã được các thương nhân Đức tài trợ xây dựng vào năm 1555.
Là một trong những người dẫn dắt cộng đồng giáo hội Luther ở Vilnius, Glaubitz được ghi công vì đã phát triển một trường phái kiến trúc Baroque riêng biệt của Litva. Trường phái này được gọi là Vilnian Baroque với những nét đặc trưng có thể thấy rõ trong cảnh quan của Phố cổ Vilnius. Điều này đã góp phần vào việc đặt cho Phố cổ Vilnius danh hiệu là "Thành phố của kiến trúc Baroque".
Glaubitz đã tái thiết ít nhất bốn nhà thờ ở Vilnius bao gồm Nhà thờ Thánh Catherine (1743), Nhà thờ Chúa Thăng thiên (1750), Nhà thờ Thánh Gioan, cổng tu viện và các tháp của Nhà thờ Chúa Ba Ngôi. Mặt chính tráng lệ và sinh động của Nhà thờ Thánh Gioan (1749), vốn trước đây được xây dựng theo kiến trúc Gothic nay được tái thiết theo kiến trúc Baroque, nằm trong số những công trình xuất sắc nhất của ông. Nhiều phần bên trong của nhà thờ, bao gồm Giáo đường Do Thái lớn của Vilna, và Tòa thị chính đã được Glaubitz tái thiết lại vào năm 1769.
Một công trình đáng chú ý được ông tái thiết vào năm 1735 là nơi trước đây có tên là nhà thờ Dòng Cát Minh ở Hlybokaye, Belarus, nay đổi tên là Nhà thờ Chính thống giáo Mẹ Thiên Chúa Hạ Sinh. Các thành phố khác có kiến trúc do ông thiết kế bao gồm Mahilyow, Lida, và Nhà thờ Thánh Sophia ở Polatsk tại Belarus và Daugavpils tại Latvia. Ông còn thiết kế kiến trúc cho Nhà thờ Thánh Phê-rô và Phao-lô ở Berezwecz, nay thuộc Hlybokaye, được khánh thành vào năm 1776 và bị phá bỏ vào những năm 1960-1970. Bản sao của nhà thờ này được xây dựng lại ở Białystok vào thập niên 1990.